# Kreis Eckernförde

Der Landkreis Eckernförde in der preußischen Provinz Schleswig-Holstein 1909

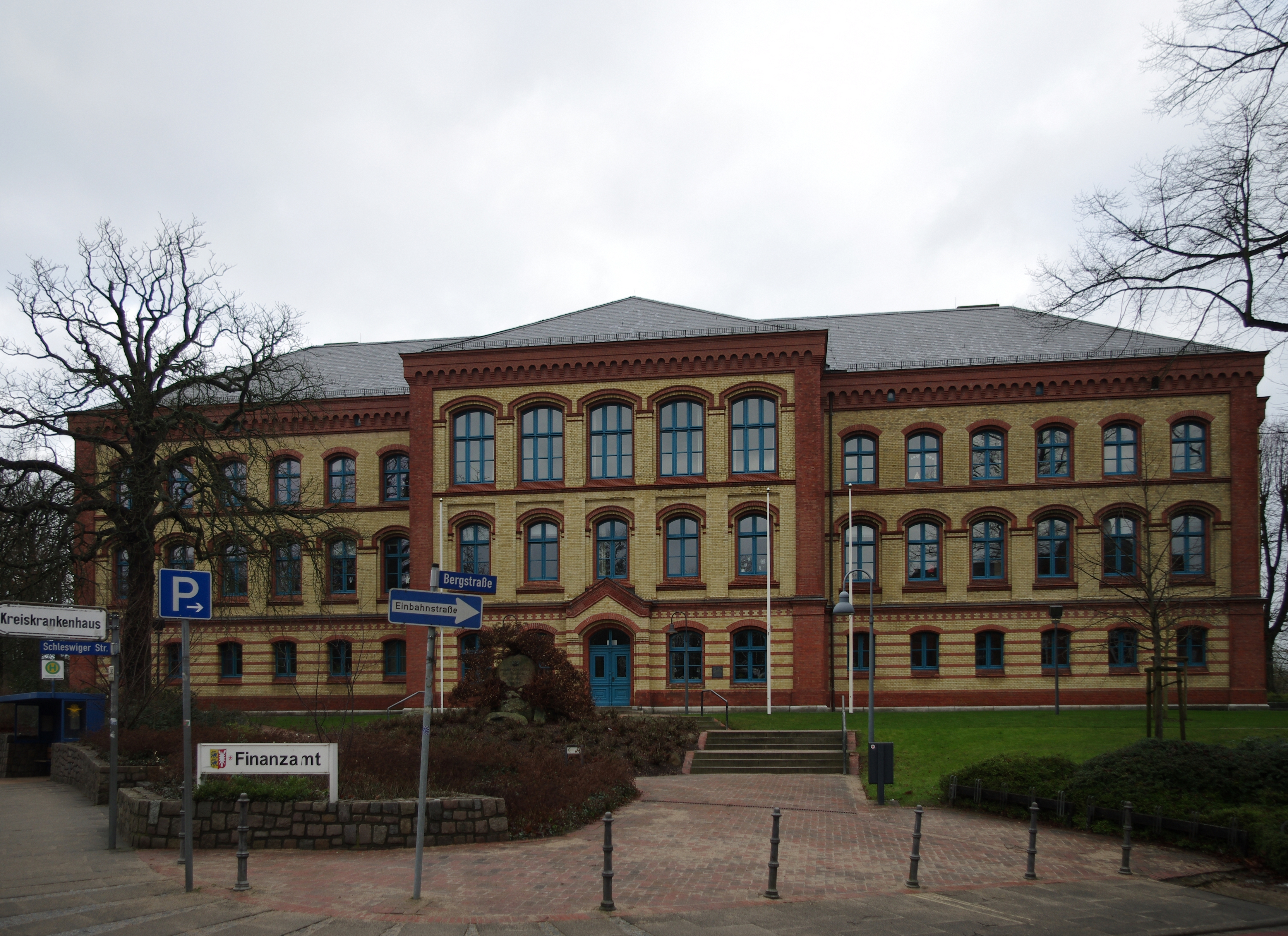
Das Landratsamt, zuvor Gebäude des Eckernförder Seminars

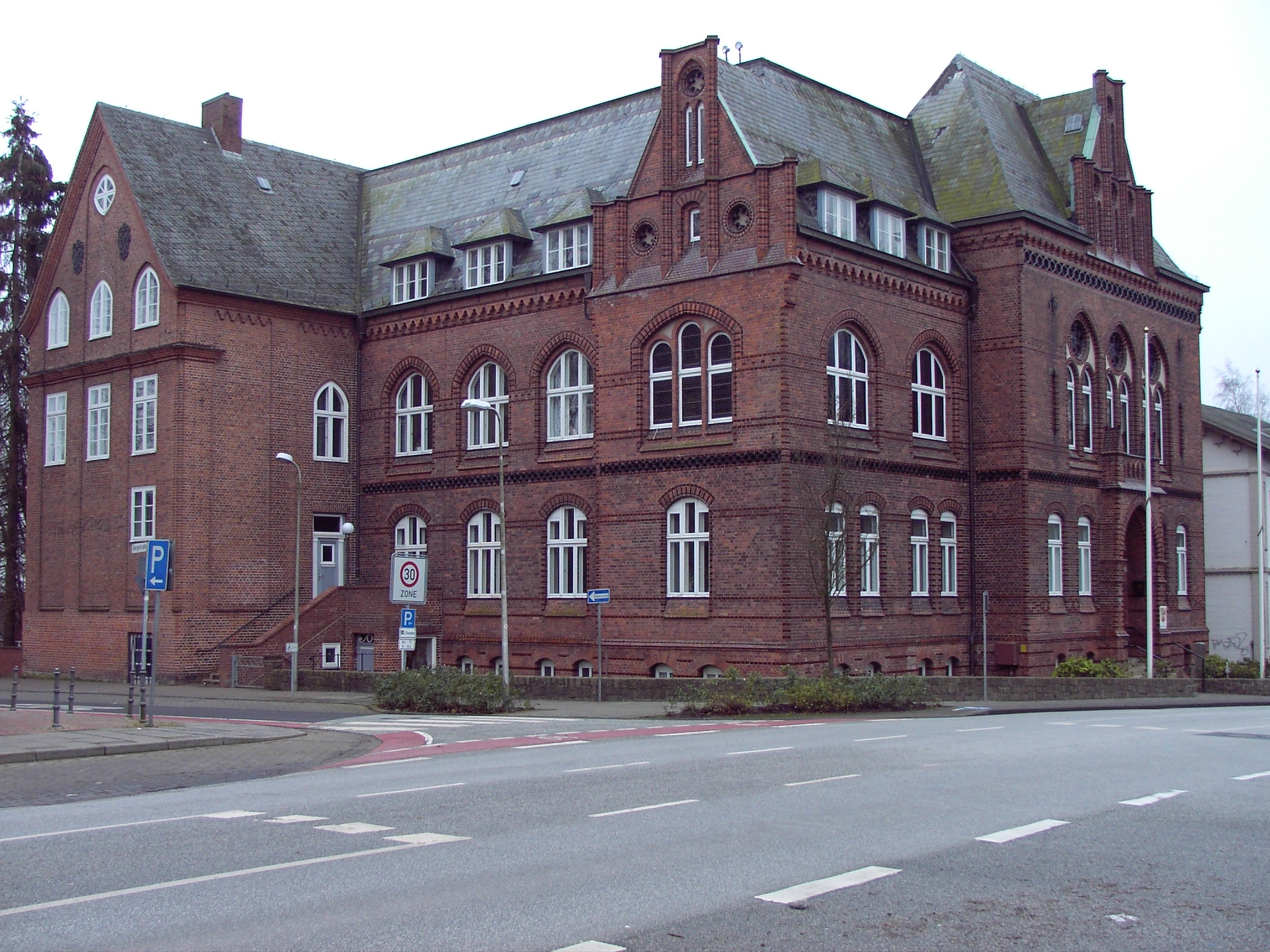
Das ehemalige Kreishaus

Der Kreis Eckernförde (dän.: Egernførde amt, niederd.: Kreis Eckernför) war von 1867 bis 1970 ein Landkreis in der preußischen Provinz Schleswig-Holstein bzw. in Schleswig-Holstein.

## Geographie

### Lage
Der Kreis lag im Südosten des Landesteils Schleswig und umfasste die Kreisstadt Eckernförde sowie die Landschaften Schwansen, Dänischer Wohld und Hüttener Berge.

### Nachbarkreise
Der Kreis grenzte Anfang 1970 gegen den Uhrzeigersinn im Norden beginnend an die Kreise Flensburg-Land, Schleswig und Rendsburg sowie an die kreisfreie Stadt Kiel. Im Osten grenzte er an die Ostsee.

## Geschichte
Als ersten historischen Vorläufer des Kreises Eckernförde kann man Fræzlæt - ein dänisches Verwaltungsgebiet, das in etwa seit dem Jahr 1200 existierte - bezeichnen.
Nach dem Deutsch-Dänischen Krieg 1864 wurde Schleswig-Holstein 1867 preußische Provinz. Dabei wurden ein Stadtkreis und 19 Landkreise, unter ihnen der Kreis Eckernförde, gebildet. Der Kreis Eckernförde wurde „aus der Stadt Eckernförde; den Schwansener und Dänischwohlder adeligen Güterdistrikten und dem Amte Hütten gebildet.“ Dieses Gebiet umfasste etwa die heute nördlich des Nord-Ostsee-Kanals liegenden Teile des Kreises Rendsburg-Eckernförde und der Stadt Kiel. Direkte Vorgänger des Kreises Eckernförde waren die 1853 gebildete Eckernförder Harde sowie das historische (bis 1867 existente) Amt Hütten.
Bereits 1878 kam mit Büdelsdorf und den meisten Gemeinden der heutigen Ämter Hohner Harde und Fockbek ein großer Teil des Kreises Eckernförde zum Kreis Rendsburg. 1894 wurde die Verwaltung in das in Borby neu erbaute Kreishaus verlegt; es folgte 1924 in unmittelbarer Nähe die Übernahme des bisherigen Lehrerseminargebäudes, das fortan als zusätzliches Kreisverwaltungsgebäude Landratsamt hieß. Somit befand sich die Kreisverwaltung bis zur Eingemeindung Borbys 1934 außerhalb der Kreisstadt. Holtenau, der Gutsbezirk Friedrichsort und Pries wurden 1922 und Schilksee 1959 nach Kiel eingegliedert. Zuletzt umfasste der Kreis noch 55 Gemeinden.

### NS-Zeit
Die NSDAP hielt im Kreis Eckernförde zum ersten Mal in Karby am 4. Februar 1930 unter Leitung des Orstgruppenleiter Wulf eine gut besuchte Agitations-Versammlung ab. Im März gründete sie ihre erste Ortsgruppe mit 23 Mitgliedern. Landrat ab 1928 war Walter Alnor. In den Reichstagswahl 1930 wurde die NSDAP mit 937 bereits die zweitstärkste Partei hinter der SPD (1.500 Stimmen). Nach der Machtergreifung schickte das NS-Regime am 14. Februar 1933 die Polizei-, Regierungspräsidenten und Landräte in Zwangsurlaub. Die Schulleiter waren die nächsten. Die Reichstagswahlen am 5. März 1933 brachten den endgültigen Sieg der Nationalsozialisten mit 2161 im Kreis Eckernförde gegenüber 1204 für die SPD. Die Judenverfolgung setzte ein. Am 28. Februar 1933 ordnete die Regierung an, dass Juden der Aufenthalt in den Bädern und Kurorten der Provinz Schleswig-Holstein verboten sei. Wer als Jude galt ist, bestimmt die Verordnung zum Reichsbürgergesetz vom 14. November 1935 über den sogenannten Geltungsjuden. Im Dezember 1939 begannen die Anmeldeuntersuchung der Freiwilligen für die SS-Totenkopfverbände, für die SS-Verfügungstruppe sowie für Polizeianwärter in Eckernförde, im Hotel Stadt Hamburg. Die Klasse 8 der Jungmannschule zählte am 9. Februar 1940 insgesamt 17 Schüler; drei davon bestanden im Herbst die Reifeprüfung. Von den 14 übrigen sind elf bei der Wehrmacht, einer in einem kriegswichtigen Betrieb und zwei Mädchen im Arbeitsdienst. Am 2. Juli 1940 erlebte Eckernförde seinen ersten Feindlicher Bombenangriff der jedoch kein Personenschaden anrichtete. In diesem und den folgenden Jahren gibt immer häufiger Meldungen über die Bombardierung von Eckernförde. Die Aufstellung des Volkssturmes erfolgte ab 21. Oktober 1944 innerhalb des Kreises unter der verantwortlichen Leitung des Kreisleiters der NSDAP. Ende Januar 1945 wurden Hausfrauen und Wohnungsinhaber aufgerufen, für die Aufnahme von Ostflüchtlingen alles vorzubereiten, weil in den folgenden Tagen und Monaten größere Flüchtlingstransporte eintrafen. Am 7. Mai 1945 zogen große Kolonnen der amerikanischer Armee durch die Stadt nach Norden. Die britischen Besatzungstruppen nahmen Quartier in der Torpedoversuchsanstalt Eckernförde (TVA).

#### Zwangsarbeiter und Kriegsgefangene
Auch im Kreis Eckernförde waren z. B. im Landratsamt Eckernförde, im Alten- und Pflegeheim Eckernförde sowie beim Landrat während des Krieges Zwangsarbeiter und Kriegsgefangene beschäftigt. Beispielsweise, ab Januar 1944 Polinnen und Russinnen im Kreiskrankenhaus. Über deren Lebens- und Arbeitsbedingungen ist wenig bekannt. Vermutlich waren sie auf dem Gelände des Krankenhauses untergebracht und wurden durch die Krankenhausküche mitverpflegt. Die hygienischen Verhältnisse in den Ausländerbaracken waren im Allgemeinen sehr schlecht, d. h. es fehlte an Medikamenten, Verbandsmaterial und vielem anderen. Zudem hatten viele der Zwangsarbeiter, die sich in „ärztlicher Behandlung“ befanden, ansteckende Infektionskrankheiten. Die hier tätigen ausländischen Arbeitskräfte mussten unter katastrophalen hygienischen Bedingungen arbeiten und waren täglich der Gefahr ausgesetzt, sich mit ansteckenden Infektionskrankheiten zu infizieren. Auch die Kreisforsten in Brekendorf setzten ab Kriegsbeginn zeitweise Kriegsgefangene aus Polen und Russland ein. Die Arbeitsbedingungen in den Kreisforsten waren hart, lange Anmarschwege, die Arbeit im Freien, und schwere körperliche Arbeit. Die Gutsverwaltung Wulfshagenerhütten beschäftigte von Dezember 1943 bis März 1944 sechs russische Kriegsgefangene. Das Arbeitsamt Eckernförde bevorzugte im Übrigen die Landwirtschaft sowie als rüstungswichtig eingestufte Betriebe bei der Vergabe von Arbeitskräften. So zum Beispiel in den Eckernförder Kreisbahnen, wo zur Verstärkung des so genannten Ladekommandos ab 1941 serbische, polnische und ukrainische und ab 1943 auch italienische Kriegsgefangene eingesetzt wurden. Im Lager der Torpedoversuchs-Anstalt, Eckernförde (TVA) waren im Dezember 1943 insgesamt 279 Zwangsarbeiter untergebracht (u. a. Ostarbeiter: 98, Kinder: 25, Italiener: 106). Die bei der Kreisbahn beschäftigten Polen, die in der Hierarchie der Nationalsozialisten sehr weit unten standen und dementsprechend behandelt wurden, lebten im Lager Louisenberg. Das Essen war unzureichend und bestand meist aus Wassersuppe mit Rüben.

### Nachkriegszeit
Der Kreis ging zum 26. April 1970 ohne die Gemeinden Kopperby und Olpenitz im neuen Kreis Rendsburg-Eckernförde auf. Kopperby und Olpenitz wurden zu einer neuen Gemeinde Kopperby zusammengeschlossen, die zum Kreis Schleswig kam und dort 1974 nach Kappeln eingemeindet wurde.

## Einwohnerentwicklung
| Jahr            | Einwohner |
| --------------- | --------- |
| 1890            | 41.224    |
| 1900            | 42.041    |
| 1910            | 45.977    |
| 1925            | 38.858    |
| 1933            | 38.382    |
| 1939            | 41.693    |
| 1944 ,7.Feb.    | 48.387    |
| 1945 ,5.Mrz.    | 59.176    |
| 1945 ,25.Juni   | 87.979    |
| 1946 ,27.Mai    | 93.034    |
| 1946 ,29.Okt.   | 91.073    |
| 1950 ,13. Sep.  | 86.646    |
| 1960            | 65.600    |
| 1961            | 63.487    |
| 1968            | 74.000    |
| 1970, 25. April | 75.836    |

## Landräte
1868–1870: Traugott von Baudissin
1870–1871: Carl Otto Wilhelm Bong-Schmidt (1807–1891)
1870–1877: Ludolf von Estorff
1877–1881: Eberhard von der Recke von der Horst
1881–1896: Cai von Bülow
1896–1917: Ernst von der Recke
1917–1920: George von Schröder
1920–1926: Eduard Adler, SPD (zuerst 1920/1921 kommissarisch)
15. Oktober 1926 – Juli 1941: Walter Alnor, DNVP, ab 1933 NSDAP
Juli 1941 – März 1943: Hans Kolbe (i. V.), NSDAP
13. März 1943 – 26. Januar 1944: Peter Matthiesen, NSDAP
27. Januar 1944 – 4. Januar 1945: Hans Kolbe (i. V.), NSDAP
5. Januar 1945 – 12. Mai 1945: Walter Mentzel (i. V.), NSDAP
12. Mai 1945 – 4. Juli 1945: Heinz Loewer, NSDAP
7. Juli 1945 – 16. Oktober 1945: Heinrich Bausch
17. Oktober 1945 – 24. Januar 1946: Detlef Scheel, SPD
25. Januar 1946 – 30. Oktober 1946: Wilhelm Stöcken, SPD
30. Oktober 1946 – 14. Mai 1950: Hermann Diekmann, CDU
15. Mai 1950 – 30. Juni 1956: Peter Alwin Hauschild, FDP
1. Juli 1956 – 31. Januar 1965: Walter Mentzel, CDU
1. Februar 1965 – 25. April 1970: Egon von Gayl

## Gemeinden 1970
Vor seiner Auflösung am 26. April 1970 gehörten dem Kreis Eckernförde zuletzt die folgenden 55 Gemeinden an:
Ahlefeld
Altenhof
Altenholz 1
Ascheffel
Barkelsby
Bistensee
Bohnert
Borgstedt
Brekendorf
Brodersby
Bünsdorf
Damendorf
Damp
Dänischenhagen
Dörphof
Eckernförde, Stadt
Felm
Fleckeby
Gammelby
Gettorf
Götheby-Holm
Groß Wittensee
Güby
Haby
Holtsee
Holzbunge
Holzdorf
Hummelfeld
Hütten
Karby
Klein Wittensee
Kopperby
Kosel
Lehmbek
Lindau
Loose
Marienthal
Neu Duvenstedt
Neudorf-Bornstein
Neuwittenbek
Noer
Olpenitz 2
Osdorf
Osterby
Owschlag
Rieseby
Schinkel
Schwedeneck
Sehestedt
Strande
Thumby
Tüttendorf
Waabs
Windeby
Winnemark

## Ehemalige Gemeinden
Die folgende Liste enthält die Gemeinden des Kreises Eckernförde, die während seines Bestehens in andere Gemeinden eingegliedert wurden:
| Gemeinde      | eingemeindet nach | Datum              |
| ------------- | ----------------- | ------------------ |
| Borby         | Eckernförde       | 1. April 1934      |
| Holtenau      | Kiel              | 1. Oktober 1922    |
| Norby-Boklund | Owschlag          | 1. April 1941      |
| Pries         | Kiel              | 1. Oktober 1922    |
| Ramsdorf      | Owschlag          | 1. April 1941      |
| Schilksee     | Kiel              | 1. April 1959      |
| Söby          | Holzdorf          | 30. September 1928 |
| Sorgwohld     | Owschlag          | 1. April 1941      |

Bis zu ihrer Auflösung in den 1920er Jahren gab es im Kreis Eckernförde außerdem eine größere Anzahl von Gutsbezirken.

## Kfz-Kennzeichen
Am 1. Juli 1956 wurde dem Kreis bei der Einführung der bis heute gültigen Kfz-Kennzeichen das Unterscheidungszeichen ECK zugewiesen. Es löste 1956 das Besatzungszonennummernschild „BS 23“ (1948–1956) ab und wurde bis zum 25. April 1970 ausgegeben. Seit dem 15. November 2012 ist es wieder erhältlich und zwar im gesamten Kreis Rendsburg-Eckernförde.